# ČSD-Baureihe 464.0
Die ČSD-Baureihe 464.0 „Ušatá“ (etwa: „Die mit den Ohren“ wegen der Windleitbleche) war eine Tenderlokomotivreihe der Tschechoslowakischen Staatsbahn (ČSD).

## Geschichte

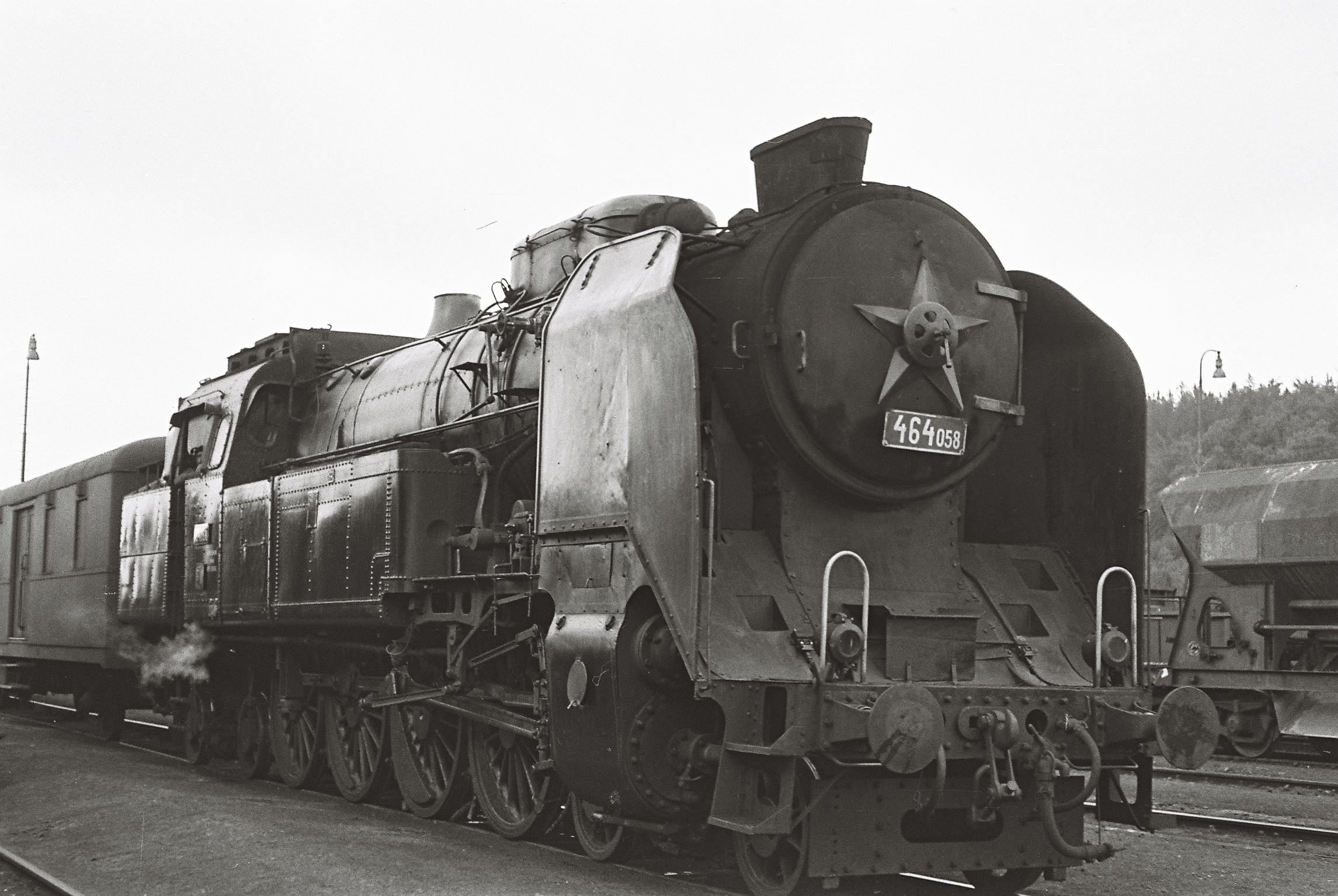
Dampflokomotive der Reihe 464.058 im Bahnhof Rybniště (1975)

Im Jahre 1933 entstanden die drei ersten Vorserienmaschinen dieser Gebirgsschnellzuglokomotiven bei ČKD in Prag. Da sich die Lokomotiven bewährten, bestellten die ČSD insgesamt 76 Lokomotiven, welche außer von ČKD auch von  Škoda in Pilsen geliefert wurden.
15 Maschinen, die im Sudetenland Dienst taten, mussten infolge des Münchner Abkommens im Herbst 1938 an die Deutsche Reichsbahn abgegeben werden. Sie wurden als 68 001 bis 015 geführt. Weitere sechs Maschinen waren ebenfalls zur Übergabe bestimmt, blieben letztendlich bei den Protektoratsbahnen Böhmen und Mähren (BMB-ČMD) und behielten ihre ČSD-Nummern. Acht Maschinen verblieben 1939 in der Slowakei und kamen in den Bestand der Slovenské železnice (SŽ). Nach 1945 kamen alle Maschinen wieder zu den ČSD.
Ab 1973 bis 1981 wurden die Lokomotiven der Reihe 464.0 ausgemustert. Erhalten blieben die Lokomotiven 464.001 (Museumslokomotive der ŽSR), 464.008 (Museumslokomotive der ČD) und 464.053 (Eisenbahnmuseum Lužná u Rakovníka). Auch die 464.032 und 044 sind noch erhalten.

## Technische Daten
Die Entwicklung griff auf bewährte Bauteile anderer Lokomotiven zurück. Kessel, Kuppelradsätze und Ausrüstung wurden von der ČSD-Baureihe 456.0 übernommen, die Zylinder waren schon in der ČSD-Baureihe 455.1 verwendet worden. Die Drehgestelle waren um 5 mm seitenverschiebbar, der Treibradsatz und der dritte Kuppelradsatz hatten geschwächte Spurkränze, so dass ein Bogenradius von 150 Metern anstandslos befahren werden konnte.
Am Anfang wurden Kupferfeuerbüchsen verwendet, später waren es Stahlfeuerbüchsen. Die Prototypen hatten Kleinrohrüberhitzer, die Serie dann Großrohrüberhitzer.
Die Vorratsbehälter waren zunächst genietet, ab 464.045 waren sie geschweißt. Charakteristisch war die glatte Tenderrückwand.